# Río Chico/Ciaike
El Chico o Ciaike, también conocido como Chico del Sur, es un cauce natural de agua que nace al norte del estrecho de Magallanes, Chile, y fluye con dirección general noreste, cruza la frontera internacional hacia la Provincia de Santa Cruz, Argentina y desemboca en el estuario del río Gallegos.

## Trayecto
Nace en Chile, al norte del estrecho de Magallanes, recorre el Parque nacional Pali Aike, en el flanco nororiental de los cerros de Monte Alto y, a 5 km del límite internacional, recibe los aportes del cañadón Seco que drena la ladera Norte de las Cumbres de San Gregorio, como así también los aportes del río de los Pozuelos. Estas elevaciones, que dividen aguas con la vertiente magallánica, alcanzan alturas del orden de 300 m. Ya en Argentina, escurre en un ambiente con suaves ondulaciones (denominado como "pampa"), muy expuesto al viento y con vegetación pobre. Como así también, con poco caudal y una pendiente longitudinal pequeña. En su desembocadura, las mareas del estuario alcanzan variaciones de hasta 13 m. En consecuencia, la influencia se hace notar hasta 45 km de la costa. Finalmente desemboca en el estuario del río Gallegos, formando parte de su cuenca.
Recorre en total unos 140 km, de los cuales 80 km están en territorio chileno y 60 km en territorio argentino. Su cuenca hidrográfica tiene una superficie de 3475 km² de los cuales 2470 km² (70%) están en Chile y 1035 km² (30%) están en Argentina.: 611 

## Caudal y régimen
El caudal del río Chico depende de precipitaciones pluviales y del derretimiento de la nieve estacional. Su caudal medio varía entre 31 m³/s y 16 m³/s, con un caudal representativo de 25 m³/s. Otras fuentes lo consideran de flujo intermitente.: 125 

## Historia
El río tiene diferentes nombres, Chico, Ciaike, Chico del Sur. Hans Niemeyer lo llama "río Chico o Ciaike", es decir el mismo nombre para todo el trayecto, pero otras fuentes consideran que nace en territorio argentino, en la confluencia de cañadón Seco (cuenca n° 126-60) y del río Ciaike (cuenca n° 126-40).
Asimismo su desembocadura que es en el estuario del río principal, por lo que algunos consideran al río como afluente del Gallegos, otros como cuenca independiente.
El valle del río era habitado desde hace unos 11 000 años, por antepasados de los aonikenk, patagones o tehuelches y selknam u onas. Se han encontrado restos óseos humanos y elementos de la vida cotidiana. Estos habitantes cazaban fauna pleistocénica y cremaban a los fallecidos.
Los tehuelches también habitaban en el valle del río y cabalgaban (debido a la existencia de caballos salvajes) en dirección a La Portada, Ush Aiken, Rose Aike y Pali Aike hasta el estuario del río Gallegos. En idioma tehuelche aike significa 'tierra' o 'lugar'. Hacia 1900, los aborígenes acabaron marginados por la instalación de estancias en el territorio de Santa Cruz, y tuvieron que trasladarse al valle del Ciaike, que se convirtió en una de las pocas tierras "libres" que poseían.

## Población, economía y ecología
En el río se practica la pesca deportiva. 